# باتلرویل (ایندیانا)
باتلرویل (به انگلیسی: Butlerville) یک منطقهٔ مسکونی در ایالات متحده آمریکا است که در شهرستان جنینگز، ایندیانا واقع شده‌است. باتلرویل ۲۴۵٫۹۸ متر بالاتر از سطح دریا واقع شده‌است.